# The Basement Tapes
The Basement Tapes es el decimosexto álbum de estudio del músico estadounidense Bob Dylan, publicado por la compañía discográfica Columbia Records en junio de 1975. El músico grabó gran parte de las canciones con el grupo The Hawks —posteriormente The Band— en 1967, ocho años antes de su lanzamiento, en el sótano de Big Pink, una casa cerca de Woodstock. Aunque varios temas habían aparecido previamente en discos pirata como Great White Wonder, The Basement Tapes fue la primera publicación oficial de estas cintas.
La grabación de The Basement Tapes coincidió con un periodo de convalecencia en el que Dylan estuvo apartado del público, tras resultar herido en un accidente de motocicleta en julio de 1966. Con el respaldo de The Hawks, el músico grabó más de un centenar de canciones, incluyendo nuevas composiciones y versiones de temas tradicionales. Además, el nuevo estilo compositivo de Dylan se alejó del vanguardismo y de las extensas narraciones que caracterizaron sus dos anteriores trabajos, Highway 61 Revisited y Blonde on Blonde, para adoptar un estilo más personal y cercano a la música tradicional estadounidense.
Cuando Columbia preparó la publicación oficial de las cintas en 1975, incluyó dieciséis temas grabados en Big Pink en 1967 y ocho registrados por The Band en años posteriores, un gesto criticado por algunos periodistas. Además, el grupo añadió varias regrabaciones a las canciones de ambas categorías. Aun así, The Basement Tapes fue bien recibido por la prensa musical y obtuvo un notable éxito comercial al alcanzar el séptimo puesto en la lista estadounidense Billboard 200 y la octava posición en la lista de discos más vendidos del Reino Unido. Además, tanto la RIAA como la BPI lo certificaron disco de oro en los Estados Unidos y en el Reino Unido respectivamente.

## Trasfondo
En julio de 1966, Bob Dylan estaba en un momento relevante de su carrera musical, dado que Highway 61 Revisited había alcanzado el puesto tres en la lista Billboard 200 en noviembre de 1965 y su álbum más reciente, Blonde on Blonde, obtuvo buenas reseñas de la prensa musical. Entre septiembre de 1965 y mayo de 1966, llevó a cabo una extensa gira por los Estados Unidos, Europa y Australia con el respaldo de The Hawks, una banda que había trabajado anteriormente con el cantante de rockabilly Ronnie Hawkins. El grupo estaba compuesto por cuatro músicos canadienses —Rick Danko, Garth Hudson, Richard Manuel y Robbie Robertson— y uno estadounidense —Levon Helm—. Durante la gira, debido al cambio operado en la música de Dylan, que pasó de tocar folk acompañado solo de guitarra acústica y armónica a interpretar rock con una banda de respaldo, parte del público solía reaccionar con hostilidad a las canciones de rock, que integraban la mitad de los conciertos. Consternado por la mala recepción, Helm abandonó la gira en noviembre de 1965 y comenzó a trabajar en pozos petrolíferos del golfo de México, apartado temporalmente de la música. La gira culminó con un concierto en Mánchester, Inglaterra en mayo de 1966, durante el cual un miembro del público llamó Judas a Dylan por «traicionar» la causa política del renacimiento del folk. Cuando regresó a casa cansado por la dilatada gira mundial, el músico descubrió que su representante, Albert Grossman, había organizado otra etapa con 63 conciertos por los Estados Unidos ese mismo año.
El 29 de julio de 1966, Dylan sufrió un accidente de tráfico con su motocicleta Triumph cerca de su hogar en Woodstock que le produjo una conmoción cerebral leve y fracturas en varias vértebras. El incidente le obligó a cancelar los conciertos programados y a posponer otros proyectos durante su convalecencia. El biógrafo Clinton Heylin escribió sobre la importancia del accidente: «Un cuarto de siglo después, el accidente de moto de Dylan se sigue viendo como el eje de su carrera. Como un momento abrupto y repentino cuando su rueda iba a explotar. La gran ironía es que 1967 —el año después del accidente— sigue siendo su año más prolífico como compositor». En una entrevista con Jann Wenner, director de la revista Rolling Stone, el músico comentó: «Tuve un accidente de moto terrible que me retiró por un tiempo, y no comprendí la importancia de ese accidente hasta por lo menos un año después. Me di cuenta de que se trataba de un accidente real. Pensé que me iba a levantar y volver a hacer lo que hacía antes... Pero no pude hacerlo más».
Durante la época, Dylan también meditó sobre qué dirección tomar en su vida, después de conocer de que Grossman había estado enriqueciéndose a su costa. En una entrevista con Michael Iachetta, reportero de Daily News, el músico comentó: «Las canciones están en mi cabeza como siempre. Y no van a quedar por escrito hasta que algunas cosas se nivelen. No hasta que algunas personas lleguen y me compensen por algunas de las cosas que han pasado». Después de hablar sobre el accidente con Dylan, el biógrafo Robert Shelton concluyó que «[Dylan] estaba diciendo que debía haber otra forma de vida para la estrella de pop. Tenía que encontrar la manera de trabajar para su propio beneficio con la industria discográfica. Tuvo que ponerse de acuerdo con su antiguo amigo, durante mucho tiempo representante y en algún momento propietario, Albert Grossman».

## Grabación

### Sesiones con The Hawks

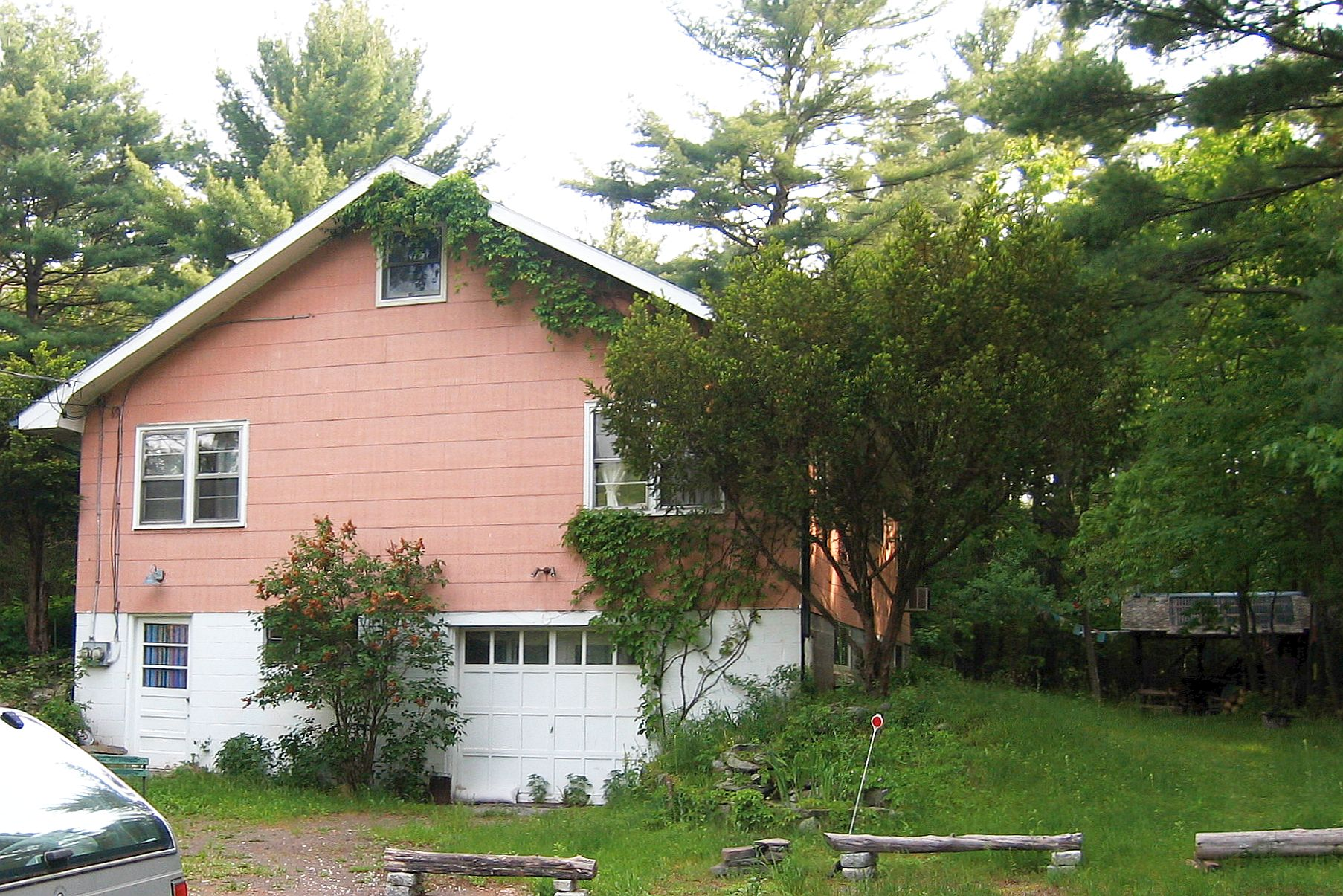
Dylan y The Hawks grabaron The Basement Tapes en el sótano de Big Pink, un chalé en West Saugerties.

En febrero de 1967, Rick Danko, Richard Manuel y Garth Hudson se trasladaron a vivir a West Saugerties, un pueblo situado a pocos kilómetros de Woodstock. Los tres compañeros de grupo compartieron una casa en Stoll Road apodada Big Pink debido al color de la fachada, mientras que Robbie Robertson, guitarrista de la formación, se mudó cerca de ellos con Dominique, su futura esposa. Dylan, residente en Woodstock desde 1964, invitó a Danko y a Manuel a colaborar con él en el montaje de Eat the Document, un largometraje sobre la gira mundial de 1966. En algún momento entre marzo y junio de 1967, Dylan y The Hawks —con la excepción de Levon Helm— comenzaron una serie de grabaciones informales, inicialmente en el hogar del músico en Woodstock. Sin embargo, las sesiones se trasladaron al sótano de Big Pink en junio al quedar patente que «interrumpían su vida familiar», según los biógrafos Clinton Heylin y Sid Griffin.
Dylan había contraído matrimonio con Sara Lownds en noviembre de 1965. Cuando Dylan commenzó a tocar en Big Pink, la pareja ya tenía dos hijos: María —hija del primer matrimonio de Sara— y Jesse. Anna, la tercera hija del matrimonio, nació apenas un mes después, el 11 de julio. El matrimonio y la paternidad conllevaron un cambio en el estilo de vida de Dylan, que pasó de llevar una existencia bohemia y urbanita en Nueva York a otra hogareña y rural en las afueras de la ciudad. Tal y como Hudson reconoció en el documental The Last Waltz, el nuevo estilo de vida quedó reflejado en The Basement Tapes: «Cortar leña y golpearse el pulgar con un martillo, fijar la grabadora o la puerta mosquitera, vagar por el bosque con Hamlet [el perro de Dylan]... Era relajado y discreto, algo que no disfrutábamos desde que éramos niños».
Una vez en Big Pink, Hudson montó una unidad de grabación utilizando dos mezcladores estéreo y una grabadora prestada por Albert Grossman, así como un par de micrófonos cedidos por el trío Peter, Paul and Mary. Dylan comentó más adelante a Jann Wenner: «Esa es realmente la manera de hacer una grabación —en un ambiente relajado y tranquilo— en el sótano de alguien. Con las ventanas abiertas y un perro recostado en el suelo».
Durante los dos primeros meses, el grupo estuvo «matando el tiempo», según palabras de Robertson, con muchas sesiones en las que ensayaron y grabaron canciones de otros artistas. Al respecto, Robertson comentó: «Con las versones, Bob nos educaba un poco. Todo lo folkie seguía siendo muy cuestionable para nosotros —no era el tren que cogimos—. Solía venir con algo como "Royal Canal" y decías: "¡Esto es hermoso! ¡La expresión!" [Dylan] recordaba mucho, muchas canciones. Venía a Big Pink, o donde estuviéramos, y sacaba viejas canciones. Las había ensayado, y luego venía aquí, a enseñárnoslas». Las canciones grabadas durante las primeras sesiones incluían material escrito o popularizado por artistas como Johnny Cash, Ian & Sylvia, John Lee Hooker, Hank Williams y Eric Von Schmidt, así como temas tradicionales y clásicos del folk estadounidense. El biógrafo Barney Hoskyns observó que «tanto el aislamiento en Woodstock como la disciplina y el sentido de la tradición en la música de The Hawks eran lo que necesitaba Dylan después de la psicosis del trotamundos», en referencia a la gira mundial de 1966.

### Nuevas composiciones

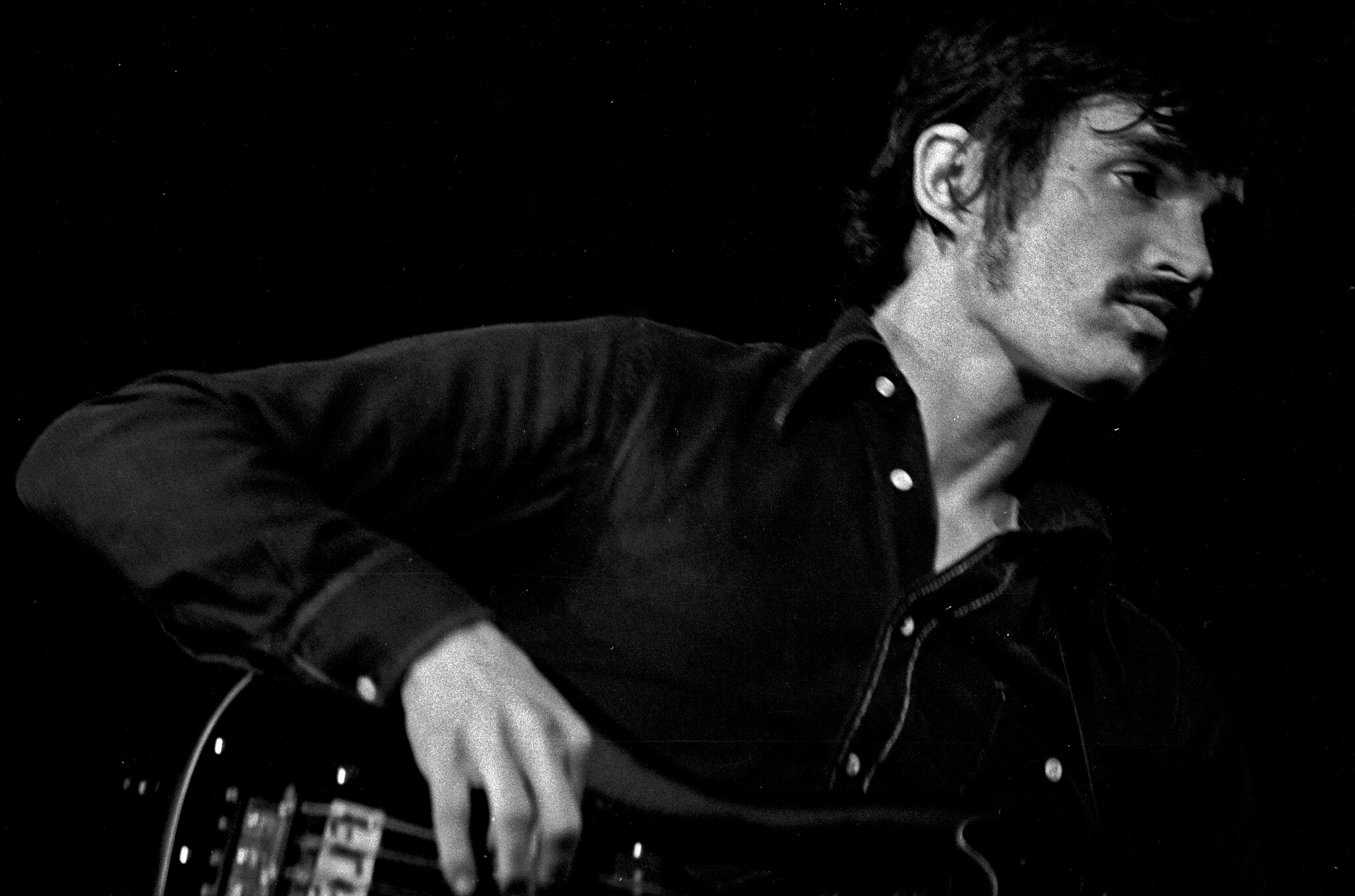
Rick Danko coescribió «This Wheel's on Fire» con Bob Dylan.

Después del accidente de moto en julio de 1966, Dylan volvió a componer y a grabar nuevo material durante las sesiones en Big Pink. Según comentó Garth Hudson: «Hacíamos siete, ocho, diez, a veces quince canciones diarias. Algunas eran viejas baladas y canciones tradicionales... pero otras Bob las hacía sobre la marcha. Solíamos tocar la melodía, él cantaba algunas palabras que había escrito, y a continuación hacía un poco más, o por el contrario hacía sonidos con la boca o silbaba la melodía. Es un buen modo de escribir canciones». El músico añadió: «Me sorprendió la capacidad de componer de Bob. Cómo venía, se sentaba a la máquina de escribir y componía una canción. Y lo que era más fascinante era que casi cada una de esas canciones era graciosa». En el mismo sentido, Rick Danko comentó: «Bob y Robbie, ambos venían cada día, cinco o siete veces por semana, durante siete y ocho meses».
Dylan grabó en Big Pink cerca de una treintena de nuevas composiciones, entre las cuales figuraron temas como «I Shall Be Released», «This Wheel's on Fire», «Quinn the Eskimo (The Mighty Quinn)», «Tears of Rage» y «You Ain't Goin' Nowhere». Dos de ellas fueron coescritas con miembros de The Band: al respecto, Danko colaboró en la música de «This Wheel's on Fire», mientras que Manuel, que escribió «Tears of Rage», detalló cómo Dylan «bajaba al sótano con un trozo de papel escrito a máquina y decía: "¿Tienes algo de música para esto?". Tenía un par de movimientos musicales que encajaban... de modo que las trabajaba un poco, porque no estaba seguro de lo que significaban las letras».
Una de las cualidades de The Basement Tapes, que lo diferenció de trabajos coetáneos, fue su sonido sencillo, en contraposición con grabaciones de la época técnicamente muy elaboradas como el álbum de The Beatles Sgt. Pepper's Lonely Hearts Club Band. En una entrevista concedida en 1978, Dylan comentó sobre ese periodo: «No sabía cómo grabar del modo en que otras personas grababan y tampoco quería. The Beatles habían publicado Sgt. Pepper's, que no me gustaba en absoluto. Pensé que era un álbum muy indulgente, aunque las canciones eran realmente buenas. No creo que toda esa producción fuese necesaria». Sobre el sonido y la atmósfera de The Basement Tapes, el autor Barney Hoskyns escribió: «Big Pink en sí mismo determinó la naturaleza de este brebaje casero». Por otra parte, Robbie Robertson comentó: «Una de las cosas es que si tocabas alto en el sótano, era realmente molesto, porque las paredes eran de cemento. Así que tocábamos en corrillo: si no podías escuchar la voz estabas tocando demasiado alto».
El escritor Mike Marqusee describió las grabaciones de The Basement Tapes como un cambio radical en la vida de Dylan, quien se apartó de la fama y comenzó a mostrarse opuesto a tendencias vanguardistas emergentes durante el verano del amor: «En el mismo momento en que el vanguardismo barría a través de nuevos corredores culturales, Dylan decidió desmontarse. La superficie agresivamente moderna y dandi fue reemplazada por un atuendo conscientemente modesto y tradicional. El vértigo encarnado, celebrado y diseccionado en las canciones de mediados de los años 60 le habían dejado exhausto. Dylan buscó la seguridad de un refugio en la zona rural que fue también un retroceso en el tiempo, o más precisamente, una búsqueda de la eternidad».
La colaboración entre Dylan y The Hawks finalizó en octubre de 1967, cinco meses después del comienzo de las sesiones en Big Pink, cuando el primero viajó a Nashville para grabar John Wesley Harding con un grupo distinto de músicos. El mismo mes, el batería Levon Helm, único miembro de la formación original ausente durante las grabaciones, volvió a reunirse con sus compañeros en Woodstock. La llegada de Helm en octubre significó que el batería no tocó en la mayoría de los temas de The Basement Tapes y no está claramente identificada su presencia en las canciones recopiladas en el álbum. Al respecto, según Griffin, Helm tocó en ocho grabaciones aun inéditas en una casa que compartía con Danko en Wittenberg Road antes de alquilar Big Pink. Por el contrario, Heylin sugirió que Helm pudo sobregrabar partes de batería en las canciones «Odds and Ends», «Clothes Line Saga», «Apple Suckling Tree» y «Goin' to Acapulco».

## Demos de Dwarf Music yGreat White Wonder
A pesar del carácter informal de las grabaciones de The Basement Tapes y de no mostrar ningún interés en publicarlas, Albert Grossman persuadió a Dylan para que las registrase como demos en Dwarf Music, una editorial propiedad de ambos, a fin de que fuesen grabadas por otros artistas. En una entrevista para Rolling Stone, el músico habló de supuestas presiones para publicar las cintas de Big Pink: «No eran demos para mí, eran demos de las canciones. Estaba siendo empujado de nuevo a que sacara algunas canciones. Ya sabes cómo funcionan las cosas». Tras registrar catorce demos en Dwarf Music en octubre de 1967, comenzaron a circular discos de acetato y cintas pirata en manos de coleccionistas.
Además de filtrarse en discos pirata, las demos de Dwarf Music fueron cedidas a otros artistas, muchos de ellos también representados por Grossman, para grabar sucesivas versiones. El trío Peter, Paul and Mary fue el primero en versionar una de las canciones de The Basement Tapes, «Too Much of Nothing», que alcanzó el puesto 35 en la lista Billboard Hot 100 a finales de 1967. Por otra parte, Ian & Sylvia, también representados por Grossman, grabaron versiones de «Tears of Rage», «Quinn the Eskimo (The Mighty Quinn)» y «This Wheel's on Fire» durante varios años. En enero de 1968, Manfred Mann alcanzó el primer puesto en la lista de sencillos del Reino Unido con su propia versión de «This Wheel's on Fire». Tres meses después, otra versión de «This Wheel's on Fire», interpretada por Julie Driscoll, Brian Auger y The Trinity, alcanzó el puesto cinco en el mismo país. En agosto, The Byrds publicó sendas versiones de «You Ain't Goin' Nowhere» y «Nothing Was Delivered» en el álbum Sweetheart of the Rodeo. The Hawks, rebautizados oficialmente como The Band, grabaron a su vez «This Wheel's on Fire», «Tears of Rage» y «I Shall Be Released» en Music from Big Pink, su álbum debut publicado en julio de 1968.
A medida que las cintas de Big Pink circulaban de forma extraoficial, los periodistas musicales comenzaron a conocer su existencia. En junio de 1968, Jann Wenner escribió un artículo en la revista Rolling Stone con el titular: «Dylan's Basement Tapes Should Be Released» —en español: «Las cintas del sótano de Dylan deben ser publicadas»—. En el artículo, Wenner aseguró haber escuchado catorce demos y comentó: «Hay suficiente material —mayoritariamente muy bueno— para publicar un nuevo álbum de Bob Dylan, un disco con un estilo distinto en sí mismo». Al final, a modo de conclusión, el periodista escribió: «Incluso aunque Dylan usó una de las mejores bandas de rock and roll jamás reunida en el álbum Highway 61, aquí trabaja con su propia banda por primera vez. Dylan trae esa sensación instintiva para el rock and roll en su voz por primera vez. Si esto fuese lanzado, sería un clásico».
Tras la publicación del artículo de Wenner, varias canciones de Big Pink fueron recopiladas en discos pirata: en este sentido, en julio de 1969 apareció en California Great White Wonder, el primer bootleg de la historia del rock. El doble álbum incluyó siete canciones de Big Pink junto a varias grabaciones primerizas que Dylan realizó en Minneapolis en diciembre de 1961 y una canción grabada para el programa The Johnny Cash Show. Uno de los responsables del disco pirata, identificado solo con el apodo de Patrick, comentó a Rolling Stone: «Dylan es un talento pesado y tiene todas esas canciones que nadie ha escuchado. Pensamos que teníamos que tomar la iniciativa para que esta música estuviese disponible».

## Recopilación de Columbia Records

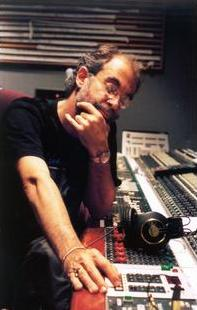
Rob Fraboni fue el encargado de restaurar las grabaciones de The Basement Tapes.

En enero de 1975, Dylan dio permiso a Columbia para que publicase una selección de las grabaciones de Big Pink, un hecho que el autor Sid Griffin atribuyó al fin de una disputa legal entre el músico y su exrepresentante Albert Grossman sobre los derechos de autor de las canciones de Dwarf Music. Otro biógrafo, Clinton Heylin, sostuvo que el músico dio su consentimiento tras el éxito de crítica de Blood on the Tracks, publicado ese mismo mes: «Después de Blood on the Tracks, The Basement Tapes ya no tenía el estatus de un recordatorio final del genio perdido de Dylan».
De forma paralela, The Band compró el rancho Shangri-La en Malibú y lo transformó en un estudio de grabación. El ingeniero Rob Fraboni viajó a Shangri-La para restaurar las grabaciones todavía en posesión de Garth Hudson. Fraboni, que había trabajado anteriormente con Dylan en los álbumes Planet Waves y Before the Flood, describió a Robbie Robertson, guitarrista de la formación, como la voz dominante en la selección de las canciones de The Basement Tapes, y comentó que Dylan no visitaba el estudio con frecuencia. Las grabaciones originales en estéreo fueron remezcladas en sonido monoaural para permitir que el grupo añadiera nuevas pistas de teclados, guitarras y batería a algunas de las canciones.
Según Fraboni, The Band aprovechó el estudio recién construido para grabar cuatro nuevos temas: «Bessie Smith», «Ain't No More Cane», «Don't Ya Tell Henry» y «Goin' Back to Memphis». El último, una versión de un tema de Chuck Berry, fue finalmente descartado, mientras que los tres primeros fueron incluidos en The Basement Tapes. A pesar de que Fraboni aseguró que el grupo grabó las canciones en 1975, el autor Rob Bowman sostiene que dichas canciones fueron registradas entre 1967 y 1970. En última instancia, ocho de las veinticuatro canciones de The Basement Tapes no contaron con la presencia de Dylan al tratarse de descartes grabados por The Band en fechas posteriores a las sesiones de Big Pink. A la hora de justificar su inclusión, Robertson explicó que Hudson, Dylan y él mismo no tenían acceso a todas las grabaciones originales: «Teníamos acceso a algunas canciones. Algunas de ellas llegaron con el encabezado de "hecho en casa", lo cual significaba una cinta del sótano para nosotros».
Aunque The Basement Tapes fue bien recibido por la prensa musical, la recopilación realizada por Columbia fue objeto de críticas centradas en dos aspectos: la presencia de grabaciones de The Band sin la colaboración de Dylan y la selección de las canciones. En su libro sobre las sesiones de Big Pink, Greil Marcus describió el contenido del álbum como «dieciséis grabaciones del sótano más ocho demos de The Band». Por otra parte, el crítico Michael Gray escribió: «Las pistas de The Band intercaladas por sí solas perturban la unidad del material de Dylan, del cual se debería haber incluido mucho más. Faltan canciones clave como "I Shall Be Released" y "The Migty Quinn"». En el mismo sentido, Heylin sostuvo que Robertson hizo a los seguidores de Dylan «un flaco servicio» al omitir esas dos canciones, así como «I'm Not There» y «Sign on the Cross». Al respecto, el biógrafo escribió: «El álbum, tal y como fue publicado, apenas da una idea real de lo que estuvieron haciendo en Woodstock. Ni siquiera las dos canciones tradicionales —"Young But Daily Growin'" y "The Banks of the Royal Canal"— entraron en los veinticuatro cortes finales».
En contraposición, Barney Hoskyns describió «las objeciones de Heylin como las objeciones académicas de un delicado dylanólogo: The Basement Tapes aun contiene algunas de las mejores canciones jamás hechas por Dylan o por The Band». Sid Griffin, por su parte, también defendió la inclusión de canciones de The Band: «"Ain't No More Cane" pudo haber sido incluida de manera fraudulenta, pero agita el material. Y aunque un seguidor de Dylan podría quejarse comprensiblemente de que quería escuchar otra canción de Bob, un seguidor igualmente versado e interesado más en general en la música estadounidense del siglo XX podría sonreír y dar gracias al Señor por el regalo de esta canción». Sobre la versión de «Don't You Tell Henry», Griffin comentó: «Cierto, el argumento podría ser que Robertson estaba fuera del camino al incluir ésta en el set de dos discos, ya que no es de Woodstock o de 1967, y no incluye a Dylan. Pero es una canción de la era de The Basement Tapes y se balancea como un marinero cachondo con permiso en tierra en un bar bisexual. De modo que dad un respiro a Robbie».
En 1975, Dylan mostró escaso interés en la publicación de The Basement Tapes. Entrevistado en la radio por Mary Travers, recordó: «Estábamos todos ahí desecando... haciendo música y viendo el tiempo pasar. Así que, mientras tanto, hicimos este disco. En realidad, no era un disco, eran solo canciones que habíamos llevado a este sótano y grabado. En el bosque».

## The Basement Tapesen otras publicaciones
Columbia incluyó cinco grabaciones de Big Pink en otras publicaciones oficiales de la carrera musical de Dylan: la segunda toma de «Quinn the Eskimo (The Mighty Quinn)» en el recopilatorio Biograph; «Santa Fe» y una toma alternativa de «I Shall Be Released» en The Bootleg Series Volumes 1–3 (Rare & Unreleased) 1961–1991; «I'm Not There» en la banda sonora del documental homónimo en 2007; y «Minstrel Boy» en The Bootleg Series Vol. 10: Another Self Portrait (1969-1971) en 2013. A comienzos de la década de 1970, Dylan también regrabó material de Big Pink y lo publicó en varios trabajos: al respecto, sendas versiones en directo de «Quinn the Eskimo (The Mighty Quinn)» y «Minstrel Boy» interpretadas en el Festival de la Isla de Wight aparecieron en Self Portrait, mientras que el recopilatorio Bob Dylan's Greatest Hits Vol. II incluyó nuevas versiones de «You Ain't Goin' Nowhere», «I Shall Be Released» y «Down in the Flood» grabadas con Happy Traum en octubre de 1971.
En 2005, Capitol Records lanzó el recopilatorio de The Band A Musical History, que incluyó «Words and Numbers», «You Don't Come Through», «Caledonia Mission», «Ferdinand the Imposter» y «Will the Circle Be Unbroken», cinco canciones compuestas durante la estancia del grupo en Woodstock. Otras composiciones de la época, grabadas en otros estudios en sucesivos años, aparecieron también en el recopilatorio Across the Great Divide y como temas extra en las reediciones de Music from Big Pink y Cahoots en 2000 y 2001.
A principios de la década de 1990, una colección casi completa de todas las grabaciones de Dylan en Woodstock fue publicada en un bootleg de cinco CD titulado The Genuine Basement Tapes. La colección, que contiene más de cien canciones y tomas alternativas, fue posteriormente remasterizada y publicada como A Tree With Roots, otro disco pirata de cuatro CD. El periodista Greil Marcus enseñó la colección a Garth Hudson, quien llegó a declarar: «Lo tienen todo ahí». Sin embargo, existe documentación sobre grabaciones de Big Pink no incluidas en A Tree With Roots, como «Even If It's a Pig Part I», «Even If It's a Pig Part II», «Wild Wolf» y «Can I Get a Racehorse», entre otras.
El 31 de marzo de 2009, Legacy Recordings publicó una versión remasterizada de The Basement Tapes en formato SACD. Aunque no incluyó ningún tema extra, críticos musicales como Scott Hreha valoraron una mejora en la calidad del sonido. Según Hreha: «La versión anterior en CD subrayaba injustamente el carácter "sótano" de las grabaciones, y ahora posee una claridad que desmiente su origen humilde e informal». En noviembre de 2014, casi cuarenta años después del lanzamiento de The Basement Tapes, Columbia y Legacy publicaron The Bootleg Series Vol. 11: The Basement Tapes Complete, una caja recopilatoria con seis discos que incluyó todas las grabaciones realizadas en Big Pink, hasta un total de 139 temas, incluyendo treinta nunca pirateadas.

## Recepción
Tras su publicación, The Basement Tapes obtuvo en general buenas reseñas de la prensa musical. Stephen Thomas Erlewine de Allmusic le otorgó al álbum la máxima calificación y escribió: «Para todos los aparentes antecedentes, este es realmente el espectáculo de Dylan, ya que evoca viejos mitos y crea otros nuevos, lo que resulta en un edredón con retazos de blues, humor, folk, gente, cuentos, bromas y rock. The Band más o menos continúa donde Dylan lo dejó, incluso cantando un par de sus canciones, pero tocan demasiado recto, tanto en sus canciones roqueras como en las baladas. No es algo malo en absoluto, ya que termina por contextualizar el brillo salvaje de la obra de Dylan, y en conjunto, los resultados se encuentran entre los más grandes de la mejor música estadounidense jamás hecha». En el mismo sentido, John Rockwell lo describió en su crítica para The New York Times como «uno de los mejores álbumes en la historia de la música popular estadounidense», mientras que Paul Nelson, de Rolling Stone, definió su contenido como «las canciones más duras, tristes, divertidas y sabias que conozco».
Por otra parte, Robert Christgau le dio una valoración de A+ en su crítica para Village Voice y comentó que las grabaciones sonaban más ricas y extrañas en 1975 que cuando fueron hechas. Christgau concluyó: «No tenemos que bajar la cabeza avergonzados porque este sea el mejor disco de 1975. Hubiera sido también el mejor disco de 1967». The Basement Tapes fue también elegido como el mejor álbum del año en Pazz & Jop, una encuesta anual elaborada por críticos musicales para la revista Village Voice. El álbum Blood on the Tracks, publicado el mismo año, llegó al puesto cuatro de la encuesta, solo superado por Horses y Born to Run, dos discos de Patti Smith y Bruce Springsteen respectivamente.
Desde el punto de vista comercial, The Basement Tapes llegó al séptimo puesto en la lista estadounidense Billboard 200 y fue certificado como disco de oro por la RIAA al superar el medio millón de copias vendidas en el país. En el Reino Unido, el álbum alcanzó la octava posición en la lista UK Albums Chart y también obtuvo una certificación de disco de oro por la BPI. El álbum también entró en las listas de países como Noruega y Nueva Zelanda, donde llegó respectivamente al quinto y decimoctavo puesto, así como en Canadá, donde alcanzó el decimoquinto en la lista de discos más vendidos elaborada por la revista RPM.

## Legado musical y cultural

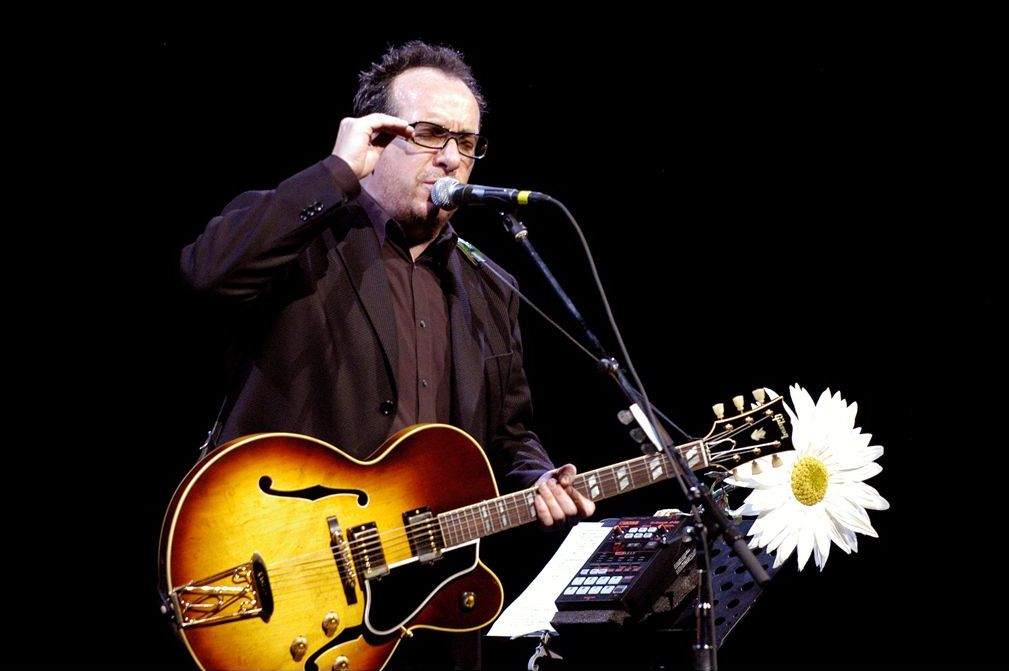
El músico Elvis Costello reconoció la influencia de The Basement Tapes en su obra musical.

Durante su retiro en Woodstock, Bob Dylan y The Hawks hicieron una música muy diferente a la de  los artistas más relevantes de la década de 1960. Al respecto, Andy Gill escribió: «Musicalmente, las canciones estaban totalmente en desacuerdo con lo que estaba pasando en el resto del mundo pop, que durante el largo y cálido verano del amor de 1967 estaba celebrando el nacimiento del movimiento hippie con una explosión de colores chillones en el rock psicodélico —en su mayoría, himnos fáciles al amor universal envueltos en solos de guitarra interminables». Patrick Humphries detalló la forma en que las canciones de Dylan disentían de la situación dominante en la cultura rock: «Mientras el mundo del rock expresaba su enfado con los padres y los líderes, Dylan cantaba en privado sobre la fidelidad de los padres. Mientras George Harrison testificaba que la vida continuaba dentro y fuera de ti, Dylan estaba llevando sus patatas para hacerlas puré. Mientras Mick Jagger estaba a 2 000 años luz de casa, Dylan estaba viajando a un árbol con raíces».
Su desinterés por la música dominante de la época se hizo evidente cuando escogió Nashville para grabar su siguiente álbum, John Wesley Harding, a finales de 1967. Según Howard Sounes, las canciones de John Wesley Harding «reflejaron la influencia de la lectura de la Biblia y del cancionero de Hank Williams y mantuvieron el estilo musical de The Basement Tapes». El productor Bob Johnston comentó al respecto: «Todos los músicos del mundo estaban en el estudio intentando hacer el disco con más sonidos que pudieran encontrar. ¿Y qué hace Dylan? Viene a Nashville y me dice que quiere grabar un disco con un bajo, una batería y una guitarra».
Cuando The Band emprendió su propia carrera musical y grabó su álbum debut, Music from Big Pink, en un estudio de Nueva York en enero de 1968, empleó una técnica de grabación similar con la que se habían familiarizado en Big Pink. Tal y como recordó Robbie Robertson: «Utilizamos el mismo tipo de micrófono en todo. Una especie de enfoque anti-estudio. Y nos dimos cuenta de que lo que era cómodo para nosotros fue convertir en un estudio el sitio en el que estábamos. Como la técnica de Big Pink». Según Sid Griffin, dicha técnica influyó en grupo como The Beatles y definió el proyecto Get Back como un esfuerzo por grabar «honestamente, en directo, sin lujos, sin sobregrabaciones, del mismo modo que The Hawks en The Basement Tapes».
Varios artistas han reconocido la influencia de The Basement Tapes en su música. Según Billy Bragg: «Escuchar ahora The Basement Tapes me parece el comienzo de lo que se llama americana o country alternativo. La cuestión sobre el country alternativo que lo hace alternativo es que no está pulido. No se ensaya. Al igual que The Basement Tapes. Recuerda que The Basement Tapes tiene un cierto peso cultural que es atemporal, y la mejor americana también». Según Elvis Costello, el álbum «suena como si hubiese sido hecho en una caja de cartón. Creo que Dylan estaba intentando escribir canciones que sonasen como si las hubiese encontrado debajo de una piedra. Como si fuesen canciones de folk reales, porque si vuelves a la tradición folk, encontrarás canciones tan oscuras y profundas como éstas». En el mismo sentido, varios críticos musicales han señalado la influencia del álbum en diversos grupos. Al respecto, Stuart Bailie escribió: «Si el rock and roll es el sonido de una fiesta, The Basement Tapes es el de la mañana siguiente: nublado y melancólico pero discontinuo y con potencia emocional. Innumerables grupos —Mercury Rev, Cowboy Junkies, Wilco, the Waterboys— han tratado de volver a ese lugar».
En 2003, la revista Rolling Stone situó al álbum en el puesto 291 de la lista de los quinientos mejores álbumes de todos los tiempos. En un especial dedicado a la obra musical de Dylan, la revista Q calificó al álbum con cinco estrellas y escribió que «el trabajo de Dylan es por turnos inquietante, hilarante y desconcertante, y todo ello se nutre de siglos de canción americana». En 2014, Costello, Rhiannon Giddens, Taylor Goldsmith, Jim James y Marcus Mumford pusieron música a varios manuscritos inéditos de Dylan que publicaron en el álbum Lost on the River: The New Basement Tapes.

## Lista de canciones
Todas las canciones de la siguiente lista están escritas y compuestas por Bob Dylan, salvo las que van acompañadas de un nombre entre paréntesis.

| Cara A |                                                             |          |  |
| N.º    | Título                                                      | Duración |  |
| 1.     | «Odds and Ends»                                             | 1:46     |  |
| 2.     | «Orange Juice Blues (Blues for Breakfast)» (Richard Manuel) | 3:37     |  |
| 3.     | «Million Dollar Bash»                                       | 2:31     |  |
| 4.     | «Yazoo Street Scandal» (Robbie Robertson)                   | 3:27     |  |
| 5.     | «Goin' to Acapulco»                                         | 5:26     |  |
| 6.     | «Katie's Been Gone» (Richard Manuel, Robbie Robertson)      | 2:43     |  |

| Cara B |                                               |          |  |
| N.º    | Título                                        | Duración |  |
| 1.     | «Lo and Behold!»                              | 2:45     |  |
| 2.     | «Bessie Smith» (Rick Danko, Robbie Robertson) | 4:17     |  |
| 3.     | «Clothesline Saga»                            | 2:56     |  |
| 4.     | «Apple Suckling Tree»                         | 2:48     |  |
| 5.     | «Please, Mrs. Henry»                          | 2:31     |  |
| 6.     | «Tears of Rage» (Bob Dylan, Richard Manuel)   | 4:11     |  |

| Cara C |                                                  |          |  |
| N.º    | Título                                           | Duración |  |
| 1.     | «Too Much of Nothing»                            | 3:01     |  |
| 2.     | «Yea! Heavy and a Bottle of Bread»               | 2:13     |  |
| 3.     | «Ain't No More Cane» (Tradicional)               | 3:56     |  |
| 4.     | «Crash on the Levee (Down in the Flood)»         | 2:03     |  |
| 5.     | «Ruben Remus» (Richard Manuel, Robbie Robertson) | 3:13     |  |
| 6.     | «Tiny Montgomery»                                | 2:45     |  |

| Cara D |                                                |          |  |
| N.º    | Título                                         | Duración |  |
| 1.     | «You Ain't Going Nowhere»                      | 2:42     |  |
| 2.     | «Don't Ya Tell Henry»                          | 3:12     |  |
| 3.     | «Nothing Was Delivered»                        | 4:22     |  |
| 4.     | «Open the Door, Homer»                         | 2:49     |  |
| 5.     | «Long Distance Operator»                       | 3:38     |  |
| 6.     | «This Wheel's on Fire» (Rick Danko, Bob Dylan) | 3:49     |  |

## Personal
| Músicos - Bob Dylan – guitarra acústica, piano y voz. - Rick Danko – bajo, mandolina y voz. - Levon Helm – batería, mandolina, bajo y voz. - Garth Hudson – órgano, clavinet, acordeón, saxofón y piano. - Richard Manuel – piano, batería, armónica y voz. - Robbie Robertson – guitarra eléctrica, guitarra acústica, batería y voz. | Equipo técnico - Rob Fraboni, Marco Aglietti, Ed Anderson, Nat Jeffrey – mezclas. - Greg Calbi, George Horn – masterización. - Bob Cato – diseño de portada. - Greil Marcus – notas del álbum. - Reid Miles – fotografía. |

## Posición en listas
| País           | Lista                  | Posición |
| -------------- | ---------------------- | -------- |
| Canadá         | RPM Albums Chart       | 15       |
| Estados Unidos | Billboard 200          | 7        |
| Noruega        | VG-lista Top 40 Albums | 5        |
| Nueva Zelanda  | RIANZ Music Chart      | 18       |
| Reino Unido    | UK Albums Chart        | 8        |

## Certificaciones
| País           | Organismo certificador | Certificación | Ventas certificadas | Ref.  |
| -------------- | ---------------------- | ------------- | ------------------- | ----- |
| Estados Unidos | RIAA                   | Oro           | 500 000             | [ 4 ] |
| Reino Unido    | BPI                    | Oro           | 100 000             | [ 5 ] |